# Сен-Тибо (Кот-д’Ор)
Сен-Тибо́ (фр. Saint-Thibault) — коммуна во Франции, находится в регионе Бургундия. Департамент коммуны — Кот-д’Ор. Входит в состав кантона Витто. Округ коммуны — Монбар.
Код INSEE коммуны — 21576.

## Население
Население коммуны на 2010 год составляло 159 человек.
| 1962 | 1968 | 1975 | 1982 | 1990 | 1999 | 2010 |
| ---- | ---- | ---- | ---- | ---- | ---- | ---- |
| 188  | 181  | 161  | 144  | 142  | 137  | 159  |

## Экономика
В 2010 году среди 86 человек трудоспособного возраста (15—64 лет) 68 были экономически активными, 18 — неактивными (показатель активности — 79,1 %, в 1999 году было 76,3 %). Из 68 активных жителей работали 60 человек (30 мужчин и 30 женщин), безработных было 8 (4 мужчины и 4 женщины). Среди 18 неактивных 5 человек были учениками или студентами, 7 — пенсионерами, 6 были неактивными по другим причинам.